# Genrelitteratur
Genrelitteratur är berättande skönlitteratur som har skrivits enligt konventioner och traditioner för en viss litterär genre, till exempel deckare, skräcklitteratur, science fiction och fantasy. Benämningen genrelitteratur kan syfta på ren formellitteratur, men kan också avse annan litteratur med tydlig genretillhörighet.